# Owenodon
Owenodon hoggii
Genre
Espèce
Owenodon est un genre éteint de dinosaures iguanodontes, dans les Dryomorpha, connu à partir d'une mâchoire inférieure partielle découverte dans les roches du Crétacé inférieur de la baie de Durlston,  dans le Dorset, au Royaume-Uni. Le spécimen, NHM R2998, provient du calcaire de Purbeck, datant de l'étage berriasien moyen (environ 143 Ma). Il a été décrit pour la première fois par Richard Owen, qui en 1874 l'a attribué à Iguanodon comme spécimen type de la nouvelle espèce I. hoggii, le nom spécifique honorant le naturaliste AJ Hogg qui avait initialement collecté le fossile en 1860. L'os a été endommagé lors de la préparation initiale mais a été libéré de la matrice rocheuse environnante par un bain d'acide entre 1975 et 1977. David Norman et Paul Barrett ont par la suite attribué l'espèce à Camptosaurus en 2002, mais cela a été contesté,, et en 2009, Peter Galton a attribué l'espèce au nouveau genre Owenodon, signifiant « la dent d'Owen », nommée d'après Monsieur Richard Owen. Galton a considéré le genre comme un Iguanodontoidea plus dérivé que Camptosaurus mais moins dérivé que Lurdusaurus. La seule espèce est donc Owenodon hoggii.